# Gonia senilis
Gonia senilis là một loài ruồi trong họ Tachinidae.